# 若松邦弘
若松 邦弘（わかまつ くにひろ、1966年8月 - ）は、日本の政治学者。東京外国語大学大学院総合国際学研究院（国際社会部門・国際研究系）教授。Ph.D.（政治学博士）。専門は、西欧比較政治論、政策過程論、イギリス現代政治論。

## 略歴
- 1989年 東京大学教養学部教養学科国際関係論分科卒業
- 1991年 東京大学大学院総合文化研究科修士課程修了
- 1998年 ウォーリック大学大学院社会科学研究科博士課程修了
- 1998年 東京大学大学院総合文化研究科 助手
- 2001年 東京外国語大学外国語学部 助教授
- 2009年 東京外国語大学総合国際学研究院 准教授（大学院重点化による所属変更）
- 2012年 同 教授

## 著書
単著
- 『わかりあえないイギリス　反エリートの現代政治』（岩波新書、2025年）

共編著
- （宮島喬・小森宏美）『地域のヨーロッパ――多層化・再編・再生』（人文書院、2007年）

## 論文

### 雑誌論文
- 「イギリスにおける人種関係政策の展開と現状――政府の取り組み」『国際政治』110号（1995年）
- 「入国管理分野における西欧諸国の政策協調――欧州委員会とイギリス政府の論理の相違」『相関社会科学』6号（1996年）
- 「脱植民地化のなかの入国管理政策――旧帝国地域からの入国に関するイギリスの政策」『社會科學紀要』50号（2000年）
- 「「イギリスにおける地方統治の変容――サブナショナルなレベルの活性化」『日本比較政治学会年報』5号（2003年）

### 単行本所収論文
- 「ヨーロッパ統合とイギリス――イングランドにおける地域制度の成立」宮島喬・羽場久美子編『ヨーロッパ統合のゆくえ――民族・地域・国家』（人文書院、2001年）